# Steve Stricker
Steven Charles Stricker (Madison, 23 febbraio 1967) è un golfista statunitense.

## Vittorie professionali (40)

### PGA Tour vittorie (12)
| Legenda                            |
| Tornei World Golf Championship (1) |
| Tornei FedEx (2)                   |
| Altri PGA Tour (9)                 |

| No. | Data             | Torneo                                | Punteggio di vittoria | To par | Margine          | Secondo           |
| --- | ---------------- | ------------------------------------- | --------------------- | ------ | ---------------- | ----------------- |
| 1   | 26 maggio 1996   | Kemper Open                           | 69-68-65-68=270       | −14    | 3 colpi          | quattro giocatori |
| 2   | 7 luglio 1996    | Western Open                          | 65-69-67-69=270       | −18    | 8 colpi          | due giocatori     |
| 3   | 7 gennaio 2001   | WGC-Accenture Match Play Championship | 2 & 1                 |        |                  | Pierre Fulke      |
| 4   | 26 agosto 2007   | The Northern Trust                    | 67-67-65-69=268       | −16    | 2 colpi          | K. J. Choi        |
| 5   | 31 maggio 2009   | Colonial National Invitation          | 66-63-66-66=261       | −27    | vittoria playoff | due giocatori     |
| 6   | 12 luglio 2009   | John Deere Classic                    | 71-61-67-64=264       | −20    | 3 colpi          | tre giocatori     |
| 7   | 7 settembre 2009 | Dell Technologies Championship        | 63-72-65-67=267       | −17    | 1 colpo          | tre giocatori     |
| 8   | 7 febbraio 2010  | Los Angeles Open                      | 67-65-66-70=268       | −16    | 2 colpi          | due giocatori     |
| 9   | 11 luglio 2010   | John Deere Classic (2)                | 60-66-62-70=258       | −26    | 2 colp1          | Luke Donald       |
| 10  | 5 giugno 2011    | Memorial Tournament                   | 68-67-69-68=272       | −16    | 1 colpo          | Paul Goydos       |
| 11  | 10 luglio 2011   | John Deere Classic (3)                | 66-64-63-69=262       | −22    | 1 colpo          | due giocatori     |
| 12  | 9 gennaio 2012   | Tournament of Champions               | 68-63-69-69=269       | −23    | 3 colp1          | Martin Laird      |

### Partecipazioni Ryder Cup

#### Professionista
- Ryder Cup: 2008, 2010, 2012, 2021